# Швейцарская биржа
Швейцарская биржа (SIX Swiss Exchange, SIX) — одна из крупнейших европейских торговых площадок, осуществляет торги акциями, деривативами. Образована в 1995 году в результате слияния фондовых бирж Женевы, Базеля и Цюриха. С 1996 года все торги ведутся в электронном режиме.

## История
Первая биржа в Швейцарии была открыта в Женеве в 1850 году, за ней были основаны биржи в Цюрихе (1855), Базеле (1866), Лозанне (1873), Берне (1884) и Санкт-Галлене (1888). Однако во время Первой мировой войны все биржи страны прервали свою деятельность, за исключением торговли облигациями в Женеве. 
Вслед за экономическим подъёмом 20-х годов последовал финансовый кризис, одним из последствий которого стало принятие в 1934 году Федерального закона о банках и сберегательных кассах, что привело к усилению влияния Швейцарского национального банка и министерства финансов на финансовую систему страны.
В 1995 году произошло объединение бирж Женевы, Базеля и Цюриха в единую швейцарскую биржу SWX Swiss Exchange. 
В 2007 году швейцарская биржа совместно с немецкой приобрела американскую опционную биржу ISE за 2,8 млрд долларов, причём швейцарская биржа оплатила 15% суммы сделки.
В начале 2008 года произошло слияние SWX Group, SIS Group и Telekurs Group в холдинг SIX Group AG, что было вызвано усилением международной конкуренции среди финансовых площадок, повышением требований к технической инфраструктуре и усложнением мер по регулированию финансового рынка.
В сентябре 2008 года была введена единая марка SIX, а SWX Swiss Exchange переименована SIX Swiss Exchange.
В мае 2009 года торги акциями Blue-Chip были возвращены на биржу SIX Swiss Exchangeв в Цюрихе. SIX Group обосновала этот шаг стремлением снизить расходы, улучшить свои позиции в конкурентной борьбе бирж, а также упростить структуры для эмитентов.
В 2010 году SIX Swiss Exchange начинает операции с торгуемыми на бирже продуктами (Exchange Traded Products), дополнив таким образом её предложение сегментов торговли продуктом "обеспеченные залогом права требования".
Совместное с Deutsche Börse предприятие Scoach в 2013 году было распущено. С этого времени торги SMI подлежат лишь саморегуляции SIX Exchange Regulation и контролю Федеральным органом надзора за финансовым рынком (FINMA). 
В июле 2018 года SIX Swiss Exchange объявила о разработке программы SIX Digital Exchange - блокчейн-платформы для торговли, расчетов и хранения новых токенов. При этом было подчёркнуто, что эту инициативу не следует расценивать как намерение активно включиться в торговлю криптовалютами.

## Индексы
Основной индекс — SMI (Swiss Market Index) — отражает состояние 20 крупнейших компаний на бирже, на которых приходится более 85 % капитализации всего листинга.
Индекс SMI MID.